# Championnat d'Angleterre de football 2008-2009
Navigation
Édition précédente Édition suivante
La 110e édition du championnat d'Angleterre de football 2008-2009 est la dix-septième sous l'appellation Premier League. Elle oppose les vingt meilleurs clubs d'Angleterre en une série de trente-huit journées.
Elle est remportée par Manchester United qui conserve son titre. Le club mancunien finit quatre points devant Liverpool FC et sept sur Chelsea FC. C'est le dix-huitième titre des « Red Devils » en championnat d'Angleterre, le onzième en dix-sept éditions de la Premier League, le troisième de suite. Manchester United rejoint ainsi le Liverpool FC à la première place du classement de nombre de titres remportés.
Manchester United, Liverpool FC et Chelsea FC se qualifient pour les phases de poules de la Ligue des champions, Arsenal FC se qualifie pour le troisième tour qualificatif de cette compétition. Everton FC et Aston Villa se qualifient pour les phases de poule de la Ligue Europa. Fulham FC se qualifie pour le troisième tour qualificatif de cette compétition.
Le système de promotion/relégation ne change pas : descente et montée automatique, sans matchs de barrage pour les trois derniers de première division et les deux premiers de deuxième division, poule de play-off pour les deuxième à sixième de la division 2 pour la dernière place en division 1. À la fin de la saison, les clubs de Newcastle United, Middlesbrough FC et West Bromwich Albion sont relégués en deuxième division. Ils sont remplacés par Wolverhampton Wanderers, Birmingham City et Burnley FC après play-off.
L'attaquant français Nicolas Anelka, de Chelsea FC, remporte le titre de meilleur buteur du championnat avec 19 réalisations.

## Qualifications en Coupe d'Europe
À l'issue de la saison, les clubs placés aux trois premières places du championnat se sont qualifiés pour la phase de groupes de la Ligue des champions 2009-2010, le club arrivé quatrième s'est quant à lui qualifié pour le tour de barrages de qualification des non-champions de cette même Ligue des champions.
Le vainqueur de la Cup ayant terminé dans les cinq premiers du championnat, le cinquième a pris la première des trois places en Ligue Europa 2009-2010. Les deux autres places sont revenues au sixième et au septième du championnat étant donné que le finaliste de la Cup a également terminé dans les cinq premiers et que Manchester United a remporté la Carling Cup. Il est à noter que cette dernière place ne qualifiait que pour le troisième tour de qualification, et non pour les barrages comme les deux précédentes.

## Les 20 clubs participants

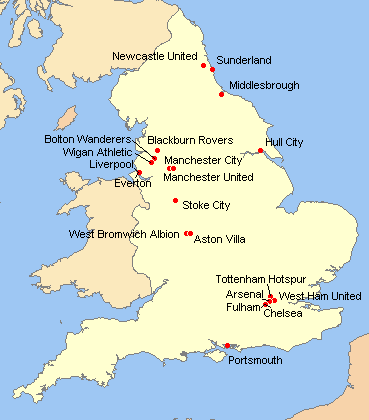
Localisation des clubs engagés dans le championnat.

| Club                 | Classement 2007-08 | Stade                      | Capacité | Ville          |
| -------------------- | ------------------ | -------------------------- | -------- | -------------- |
| Arsenal              | 3                  | Emirates Stadium           | 60 355   | Londres        |
| Aston Villa          | 6                  | Villa Park                 | 42 640   | Birmingham     |
| Blackburn Rovers     | 7                  | Ewood Park                 | 31 367   | Blackburn      |
| Bolton Wanderers     | 16                 | Reebok Stadium             | 28 723   | Bolton         |
| Chelsea              | 2                  | Stamford Bridge            | 42 055   | Londres        |
| Everton              | 5                  | Goodison Park              | 40 569   | Liverpool      |
| Fulham               | 17                 | Craven Cottage             | 30 500   | Londres        |
| Hull City            | 3 (FLC)            | KC Stadium                 | 25 404   | Hull           |
| Liverpool            | 4                  | Anfield Road               | 45 522   | Liverpool      |
| Manchester City      | 9                  | City of Manchester Stadium | 47 726   | Manchester     |
| Manchester United    | 1                  | Old Trafford               | 76 212   | Manchester     |
| Middlesbrough        | 13                 | Riverside Stadium          | 35 049   | Middlesbrough  |
| Newcastle United     | 12                 | St James' Park             | 52 387   | Newcastle      |
| Portsmouth           | 8                  | Fratton Park               | 20 688   | Portsmouth     |
| Stoke City           | 2 (FLC)            | Britannia Stadium          | 28 383   | Stoke-on-Trent |
| Sunderland           | 15                 | Stadium of Light           | 48 707   | Sunderland     |
| Tottenham Hotspur    | 11                 | White Hart Lane            | 36 240   | Londres        |
| West Bromwich Albion | 1 (FLC)            | The Hawthorns              | 28 003   | West Bromwich  |
| West Ham             | 10                 | Upton Park                 | 35 303   | Londres        |
| Wigan Athletic       | 14                 | JJB Stadium                | 25 138   | Wigan          |

## Compétition

### Pré-saison

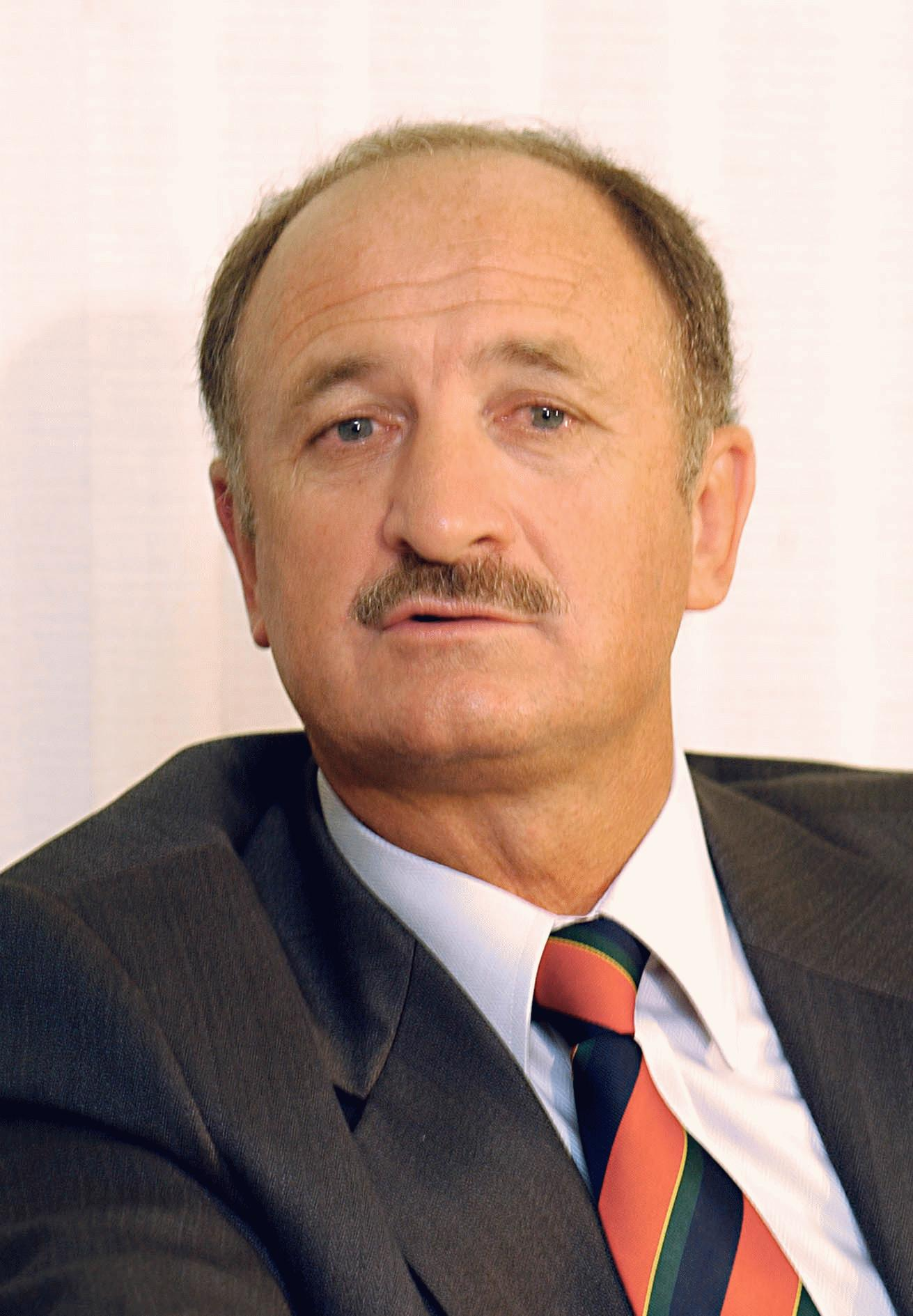
Luiz Felipe Scolari prend la place d'Avram Grant au poste d'entraîneur-manager du Chelsea Football Club.

À l'orée de sa dix-septième saison, la Premier league règne sur le football européen : le vainqueur du dernier championnat, Manchester United, a remporté la Ligue des champions, face au vice-champion du même championnat, Chelsea. L'un des deux autres demi-finalistes était aussi un club anglais. La Premier League est aussi le seul championnat non-espagnol dans lequel jouent des joueurs nouvellement champions d'Europe.
Le contexte autour du titre est le même que les années précédentes, années de domination sans partage du « Big 4 ». Cependant, les recrutements de deux clubs, Tottenham Hotspur et Manchester City, présagent la volonté de mettre à mal une suprématie bien établie et qui s'auto-alimente grâce aux recettes de la Ligue des champions. Le mercato de Tottenham est d'ailleurs considéré par les parieurs anglais comme l'un des meilleurs de la saison. L'entraîneur espagnol Juande Ramos, pour sa première intersaison à Tottenham, redéfinit l'effectif : arrivées du gardien du PSV, Heurelho Gomes, ou encore de l'attaquant Luka Modrić du Dinamo Zagreb. Cependant, certains joueurs, dont le Bulgare Dimitar Berbatov, cherchent à partir et compliquent la tâche de l'entraîneur.
Impliqué dans les compétitions européennes depuis la mi-juillet, le club de Manchester City fait beaucoup parler de lui lors de l'été. Alors propriété de l'ancien premier ministre thaïlandais Thaksin Shinawatra, le club est vendu à un fonds d'investissement d'Abou Dabi, propriété de la famille royale, plus précisément du cheikh Mansour. De nombreuses tentatives sont faites lors du dernier jour des transferts (1er septembre minuit) pour acheter des stars du championnat à des prix défiant toute concurrence. L'annonce est faite le lendemain : Robinho est acheté au Real Madrid pour 32,5 M£. Le nouveau propriétaire envisage de faire de Manchester City le « meilleur club de Premier league », en commençant par atteindre « les quatre premières places ».
Mais Manchester United attire aussi l'attention. Pendant l'été, un feuilleton se déroule entre Cristiano Ronaldo et Sir Alex Ferguson par médias interposés. Le premier veut aller au Real Madrid après avoir tout remporté en Angleterre, le second affirmant qu'il ne peut pas partir. Lors du dernier jour des transferts, Dimitar Berbatov préfère partir à Manchester United plutôt qu'à Chelsea.
La saison débute le 9 juillet avec le traditionnel Community Shield que Manchester United remporte face à Portsmouth (0-0, 3–1 aux tirs au but).

### Classement
Le classement est calculé sur le barème de points classique (victoire à 3 points, match nul à 1, défaite à 0).
Pour départager les équipes à égalité de points, on tient d'abord compte de la différence de buts générale, puis du nombre de buts marqués, puis des confrontations directes et enfin si la qualification ou la relégation est en jeu, les deux équipes jouent une rencontre d'appui sur terrain neutre.
| Rang | Équipe                   | Pts | J  | G  | N  | P  | Bp | Bc | Diff |
| ---- | ------------------------ | --- | -- | -- | -- | -- | -- | -- | ---- |
| 1    | Manchester United T L MC | 90  | 38 | 28 | 6  | 4  | 68 | 24 | +44  |
| 2    | Liverpool                | 86  | 38 | 25 | 11 | 2  | 77 | 27 | +50  |
| 3    | Chelsea C                | 83  | 38 | 25 | 8  | 5  | 68 | 24 | +44  |
| 4    | Arsenal                  | 72  | 38 | 20 | 12 | 6  | 68 | 37 | +31  |
| 5    | Everton                  | 63  | 38 | 17 | 12 | 9  | 55 | 38 | +17  |
| 6    | Aston Villa              | 62  | 38 | 17 | 11 | 10 | 54 | 48 | +6   |
| 7    | Fulham                   | 53  | 38 | 14 | 11 | 13 | 39 | 34 | +5   |
| 8    | Tottenham Hotspur        | 51  | 38 | 14 | 9  | 15 | 45 | 45 | 0    |
| 9    | West Ham                 | 51  | 38 | 14 | 9  | 15 | 42 | 45 | -3   |
| 10   | Manchester City          | 50  | 38 | 15 | 5  | 18 | 58 | 50 | +8   |
| 11   | Wigan Athletic           | 45  | 38 | 12 | 9  | 17 | 34 | 45 | -11  |
| 12   | Stoke City P             | 45  | 38 | 12 | 9  | 17 | 38 | 55 | -17  |
| 13   | Bolton Wanderers         | 41  | 38 | 11 | 8  | 19 | 41 | 53 | -12  |
| 14   | Portsmouth               | 41  | 38 | 10 | 11 | 17 | 38 | 57 | -19  |
| 15   | Blackburn Rovers         | 41  | 38 | 10 | 11 | 17 | 40 | 60 | -20  |
| 16   | Sunderland               | 36  | 38 | 9  | 9  | 20 | 34 | 54 | -20  |
| 17   | Hull City P              | 35  | 38 | 8  | 11 | 19 | 40 | 64 | -24  |
| 18   | Newcastle United         | 34  | 38 | 7  | 13 | 18 | 40 | 59 | -19  |
| 19   | Middlesbrough            | 32  | 38 | 7  | 11 | 20 | 28 | 57 | -29  |
| 20   | West Bromwich Albion P   | 32  | 38 | 8  | 8  | 22 | 36 | 67 | -31  |

| Légende : Qualifications et relégations | Légende : Qualifications et relégations |
| --------------------------------------- | --- |
|                                         | Ligue des champions de l'UEFA 2009-2010 (Phase de groupes) |
|                                         | Ligue des champions de l'UEFA 2009-2010 (Tour de barrages pour non-champions)                                                                                         |
|                                         | Ligue Europa 2009-2010 (Tour de barrages) |
|                                         | Ligue Europa 2009-2010 (3e tour de qualification) |
|                                         | Relégation en FL Championship |
|                                         | T : Tenant du titre 2007-2008 C : Vainqueurs de la FA Cup L : Vainqueurs de la Carling Cup MC : vainqueur de la Coupe du monde des clubs 2008 P : Promus en 2007-2008 |

### Matchs
| Résultats (▼dom., ►ext.)                                   | Ars | AsV | Bla | Bol | Che | Eve | Ful | Hul | Liv | MaC | MaU | Mid | New | Por | Sto | Sun | Tot | WBA | WeH | Wig |
| Arsenal                                                    |     | 0-2 | 4-0 | 1-0 | 1-4 | 3-1 | 0-0 | 1-2 | 1-1 | 2-0 | 2-1 | 2-0 | 3-0 | 1-0 | 4-1 | 0-0 | 4-4 | 1-0 | 0-0 | 1-0 |
| Aston Villa                                                | 2-2 |     | 3-2 | 4-2 | 0-1 | 3-3 | 0-0 | 1-0 | 0-0 | 4-2 | 0-0 | 1-2 | 1-0 | 0-0 | 2-2 | 2-1 | 1-2 | 2-1 | 1-1 | 0-0 |
| Blackburn Rovers                                           | 0-4 | 0-2 |     | 2-2 | 0-2 | 0-0 | 1-0 | 1-1 | 1-3 | 2-2 | 0-2 | 1-1 | 3-0 | 2-0 | 3-0 | 1-2 | 2-1 | 0-0 | 1-1 | 2-0 |
| Bolton Wanderers                                           | 1-3 | 1-1 | 0-0 |     | 0-2 | 0-1 | 1-3 | 1-1 | 0-2 | 2-0 | 0-1 | 4-1 | 1-0 | 2-1 | 3-1 | 0-0 | 3-2 | 0-0 | 2-1 | 0-1 |
| Chelsea                                                    | 1-2 | 2-0 | 2-0 | 4-3 |     | 0-0 | 3-1 | 0-0 | 0-1 | 1-0 | 1-1 | 2-0 | 0-0 | 4-0 | 2-1 | 5-0 | 1-1 | 2-0 | 1-1 | 2-1 |
| Everton                                                    | 1-1 | 2-3 | 2-3 | 3-0 | 0-0 |     | 1-0 | 2-1 | 0-2 | 1-2 | 1-1 | 1-1 | 2-2 | 0-3 | 3-1 | 3-0 | 0-0 | 2-0 | 3-1 | 4-0 |
| Fulham                                                     | 1-0 | 3-1 | 1-2 | 2-1 | 2-2 | 0-2 |     | 0-1 | 0-1 | 1-1 | 2-0 | 3-0 | 2-1 | 3-1 | 1-0 | 0-0 | 2-1 | 2-0 | 1-2 | 2-0 |
| Hull City                                                  | 1-3 | 0-1 | 1-2 | 0-1 | 0-3 | 2-2 | 2-1 |     | 1-3 | 2-2 | 0-1 | 2-1 | 1-1 | 0-0 | 1-2 | 1-4 | 1-2 | 2-2 | 1-0 | 0-5 |
| Liverpool                                                  | 4-4 | 5-0 | 4-0 | 3-0 | 2-0 | 1-1 | 0-0 | 2-2 |     | 1-1 | 2-1 | 2-1 | 3-0 | 1-0 | 0-0 | 2-0 | 3-1 | 3-0 | 0-0 | 3-2 |
| Manchester City                                            | 3-0 | 2-0 | 3-1 | 1-0 | 1-3 | 0-1 | 1-3 | 5-1 | 2-3 |     | 0-1 | 1-0 | 2-1 | 6-0 | 3-0 | 1-0 | 1-2 | 4-2 | 3-0 | 1-0 |
| Manchester United                                          | 0-0 | 3-2 | 2-1 | 2-0 | 3-0 | 1-0 | 3-0 | 4-3 | 1-4 | 2-0 |     | 1-0 | 1-1 | 2-0 | 5-0 | 1-0 | 5-2 | 4-0 | 2-0 | 1-0 |
| Middlesbrough                                              | 1-1 | 1-1 | 0-0 | 1-3 | 0-5 | 0-1 | 0-0 | 3-1 | 2-0 | 2-0 | 0-2 |     | 0-0 | 1-1 | 2-1 | 1-1 | 2-1 | 0-1 | 1-1 | 0-0 |
| Newcastle United                                           | 1-3 | 2-0 | 1-2 | 1-0 | 0-2 | 0-0 | 0-1 | 1-2 | 1-5 | 2-2 | 1-2 | 3-1 |     | 0-0 | 2-2 | 1-1 | 2-1 | 2-1 | 2-2 | 2-2 |
| Portsmouth                                                 | 0-3 | 0-1 | 3-2 | 1-0 | 0-1 | 2-1 | 1-1 | 2-2 | 2-3 | 2-0 | 0-1 | 2-1 | 0-3 |     | 2-1 | 3-1 | 2-0 | 2-2 | 1-4 | 1-2 |
| Stoke City                                                 | 2-1 | 3-2 | 1-0 | 2-0 | 0-2 | 2-3 | 0-0 | 1-1 | 0-0 | 1-0 | 0-1 | 1-0 | 1-1 | 2-2 |     | 1-0 | 2-1 | 1-0 | 0-1 | 2-0 |
| Sunderland                                                 | 1-1 | 1-2 | 0-0 | 1-4 | 2-3 | 0-2 | 1-0 | 1-0 | 0-1 | 0-3 | 1-2 | 2-0 | 2-1 | 1-2 | 2-0 |     | 1-1 | 4-0 | 0-1 | 1-2 |
| Tottenham Hotspur                                          | 0-0 | 1-2 | 1-0 | 2-0 | 1-0 | 0-1 | 0-0 | 0-1 | 2-1 | 2-1 | 0-0 | 4-0 | 1-0 | 1-1 | 3-1 | 1-2 |     | 1-0 | 1-0 | 0-0 |
| West Bromwich Albion                                       | 1-3 | 1-2 | 2-2 | 1-1 | 0-3 | 1-2 | 1-0 | 0-3 | 0-2 | 2-1 | 0-5 | 3-0 | 2-3 | 1-1 | 0-2 | 3-0 | 2-0 |     | 3-2 | 3-1 |
| West Ham                                                   | 0-2 | 0-1 | 4-1 | 1-3 | 0-1 | 1-3 | 3-1 | 2-0 | 0-3 | 1-0 | 0-1 | 2-1 | 3-1 | 0-0 | 2-1 | 2-0 | 0-2 | 0-0 |     | 2-1 |
| Wigan Athletic                                             | 1-4 | 0-4 | 3-0 | 0-0 | 0-1 | 1-0 | 0-0 | 1-0 | 1-1 | 2-1 | 1-2 | 0-1 | 2-1 | 1-0 | 0-0 | 1-1 | 1-0 | 2-1 | 0-1 |     |
| - Victoire à domicile - Match nul - Victoire à l'extérieur |     |     |     |     |     |     |     |     |     |     |     |     |     |     |     |     |     |     |     |     |

## Bilan de la saison
| Tableau d'Honneur |                   |
| Compétition       | Vainqueur         |
| Premier League    | Manchester United |
| FA Cup            | Chelsea           |
| Carling Cup       | Manchester United |
| Community Shield  | Chelsea           |

| Qualifications européennes 2009-2010    |                                     |
| Ligue des champions                     | Qualifiés                           |
| Phase de Groupes                        | Manchester United Liverpool Chelsea |
| Tour de barrages pour les non-champions | Arsenal                             |
| Ligue Europa                            | Qualifiés                           |
| Tour de barrages                        | Aston Villa Everton                 |
| 3e tour de qualification                | Fulham                              |

| Promotions et relégations   |                                                     |
| Relégués en FL Championship | Newcastle United Middlesbrough West Bromwich Albion |
| Promus de FL Championship   | Wolverhampton Wanderers Birmingham City Burnley     |

## Statistiques

### Meilleurs buteurs
| Rang | Buteurs              | Clubs             | Nb de Buts |
| ---- | -------------------- | ----------------- | ---------- |
| 1    | Nicolas Anelka       | Chelsea           | 19         |
| 2    | Cristiano Ronaldo    | Manchester United | 18         |
| 3    | Steven Gerrard       | Liverpool         | 16         |
| 4    | Fernando Torres      | Liverpool         | 14         |
| 4    | Robinho              | Manchester City   | 14         |
| 6    | Wayne Rooney         | Manchester United | 12         |
| 6    | Darren Bent          | Tottenham Hotspur | 12         |
| 6    | / Gabriel Agbonlahor | Aston Villa       | 12         |
| 6    | Frank Lampard        | Chelsea           | 12         |
| 6    | Dirk Kuyt            | Liverpool         | 12         |

### Meilleurs passeurs
| Rang | Joueurs          | Club              | Passes |
| ---- | ---------------- | ----------------- | ------ |
| 1    | Robin van Persie | Arsenal FC        | 10     |
| 2    | Steven Gerrard   | Liverpool FC      | 9      |
| 2    | Stephen Ireland  | Manchester City   | 9      |
| 2    | Frank Lampard    | Chelsea FC        | 9      |
| 5    | Cesc Fàbregas    | Arsenal FC        | 8      |
| 5    | Dimitar Berbatov | Manchester United | 8      |
| 5    | Steed Malbranque | Sunderland FC     | 8      |
| 5    | James Milner     | Aston Villa       | 8      |
| 5    | Dirk Kuyt        | Liverpool FC      | 8      |

### Joueurs les plus décisifs
|   | Joueurs          | Club         | Total |
| - | ---------------- | ------------ | ----- |
| 1 | Steven Gerrard   | Liverpool FC | 25    |
| 2 | Robin van Persie | Arsenal FC   | 21    |
| 2 | Nicolas Anelka   | Chelsea      | 21    |
| 2 | Frank Lampard    | Chelsea      | 21    |
| 5 | Dirk Kuyt        | Liverpool FC | 20    |

## Récompenses

### Joueurs du mois
| Mois       | Manager du Mois   | Manager du Mois   | Joueur du mois  | Joueur du mois    |
| Mois       | Manager           | Club              | Joueur          | Club              |
| ---------- | ----------------- | ----------------- | --------------- | ----------------- |
| Août       | Gareth Southgate  | Middlesbrough     | Deco            | Chelsea FC        |
| Septembre, | Phil Brown        | Hull City         | Ashley Young    | Aston Villa       |
| Octobre    | Rafael Benítez    | Liverpool FC      | Frank Lampard   | Chelsea FC        |
| Novembre   | Gary Megson       | Bolton Wanderers  | Nicolas Anelka  | Chelsea FC        |
| Decembre   | Martin O'Neill    | Aston Villa       | Ashley Young    | Aston Villa       |
| Janvier    | Sir Alex Ferguson | Manchester United | Nemanja Vidić   | Manchester United |
| Février    | David Moyes       | Everton FC        | Phil Jagielka   | Everton FC        |
| Mars       | Rafael Benítez    | Liverpool FC      | Steven Gerrard  | Liverpool FC      |
| Avril      | Sir Alex Ferguson | Manchester United | Andrei Arshavin | Arsenal FC        |